# .fr
.fr (França) é o código TLD (ccTLD) na Internet para a França.